# اونیون پانامریکانا
اونیون پانامریکانا (انگلیسی: Unión Panamericana) نام شهری در کشور کلمبیا است.